# Кубок африканських націй 1963
Кубок африканських націй 1963 року — 4-а континентальна футбольна першість, організована Африканською конфедерацією футболу. Змагання відбувалися з 24 листопада по 1 грудня 1963 року у Гані на стадіонах Accra Sports Stadium (Аккра) та Kumasi Sports Stadium (Кумасі, Ашанті). Всього було зіграно 8 матчів, в яких забито 33 м'яч (в середньому 4,13 м'яча за матч). Збірна Гани вперше стала чемпіоном Африки, подолавши у фінальному матчі збірну Судану з рахунком 3:0.

## Учасники
Місце у фінальному розіграші здобули такі команди:
| Збірна                        | Кількість участей у фінальних турнірах | Рік останньої участі | Найкраще досягнення     |
| ----------------------------- | -------------------------------------- | -------------------- | ----------------------- |
| Гана (господарі)              | 1                                      | дебют                | дебют                   |
| Ефіопія                       | 4                                      | 1962                 | Переможець (1962)       |
| Нігерія                       | 1                                      | дебют                | дебют                   |
| Об'єднана Арабська Республіка | 4                                      | 1962                 | Переможець (1957, 1959) |
| Судан                         | 3                                      | 1959                 | Фінал (1959)            |
| Туніс                         | 2                                      | 1962                 | 3-тє місце (1962)       |

## Стадіони
Матчі проходили на двох стадіонах, у містах  Аккра та Кумасі.
| Аккра                    | Аккра Кумасі | Кумасі                    |
| Спортивний стадіон Аккра | Аккра Кумасі | Спортивний стадіон Кумасі |
| Вміщує: 40,000           | Аккра Кумасі | Вміщує: 40,500            |
|                          | Аккра Кумасі |                           |

## Груповий етап

### Група A
| Поз | Команда | І | В | Н | П | ГЗ | ГП | РГ | О | Кваліфікація |
| --- | ------- | - | - | - | - | -- | -- | -- | - | ------------ |
| 1   | Гана    | 2 | 1 | 1 | 0 | 3  | 1  | +2 | 3 |              |
| 2   | Ефіопія | 2 | 1 | 0 | 1 | 4  | 4  | 0  | 2 |              |
| 3   | Туніс   | 2 | 0 | 1 | 1 | 3  | 5  | −2 | 1 |              |

| 24 листопада 1963 |

| Гана      | 1–1 | Туніс         |
| --------- | --- | ------------- |
| - Мфум 9' |     | - Джедіді 36' |

| Спортивний стадіон Аккра, Аккра Арбітр: Махмуд Хусейн Імам (Єгипет) |

| 26 листопада 1963 |

| Гана            | 2–0 | Ефіопія |
| --------------- | --- | ------- |
| - Акуа 17', 28' |     |         |

| Спортивний стадіон Аккра, Аккра |

| 28 листопада 1963 |

| Ефіопія                                   | 4–2 | Туніс                      |
| ----------------------------------------- | --- | -------------------------- |
| - Текле 8' - Тесфалі 27' - Ворку 78', 83' |     | - Шеталі 15' - Джедіді 67' |

| Спортивний стадіон Аккра, Аккра |

### Група B
| Поз | Команда                       | І | В | Н | П | ГЗ | ГП | РГ | О | Кваліфікація |
| --- | ----------------------------- | - | - | - | - | -- | -- | -- | - | ------------ |
| 1   | Судан                         | 2 | 1 | 1 | 0 | 6  | 2  | +4 | 3 |              |
| 2   | Об'єднана Арабська Республіка | 2 | 1 | 1 | 0 | 8  | 5  | +3 | 3 |              |
| 3   | Нігерія                       | 2 | 0 | 0 | 2 | 3  | 10 | −7 | 0 |              |

| 24 листопада 1963 |

| Об'єднана Арабська Республіка                  | 6–3 | Нігерія                               |
| ---------------------------------------------- | --- | ------------------------------------- |
| - Різа 30', 32', 87' - Ель-Шазлі 42', 44', 81' |     | - Екпе 78' - Бессі 82' - Оньявуна 89' |

| Спортивний стадіон Кумасі, Кумасі |

| 26 листопада 1963 |

| Об'єднана Арабська Республіка | 2–2 | Судан             |
| ----------------------------- | --- | ----------------- |
| - Ель-Шазлі 5' - Різа 7'      |     | - Джакса 60', 75' |

| Спортивний стадіон Кумасі, Кумасі Арбітр: Френк Міллс (Гана) |

| 28 листопада 1963 |

| Судан                                        | 4–0 | Нігерія |
| -------------------------------------------- | --- | ------- |
| - Джакса 6', 9' - Ель-Каварті 56' - Адам 79' |     |         |

| Спортивний стадіон Кумасі, Кумасі |

## Плей-оф

### Матч за третє місце
| 30 листопада 1963 |

| Об'єднана Арабська Республіка | 3–0 | Ефіопія |
| ----------------------------- | --- | ------- |
| - Ель-Шазлі 6'                |     |         |

|  |

- Якуб  56'

|goals2     =
|stadium    = Спортивний стадіон Аккра, Аккра
|attendance = 
|referee    = Френк Міллс (Гана)
|report     = 
}}

### Фінал
| 1 грудня 1963 |

| Гана                                | 3–0 | Судан |
| ----------------------------------- | --- | ----- |
| - Еґгрей-Фінн 62' (пен.) - Акуа 72' |     |       |

|  |

|goals2     =
|stadium    = Спортивний стадіон Аккра, Аккра
|attendance = 
|referee    = Хеді Бен Абделькадер (Туніс)
|report     = 
}}
| Чемпіон Африки 1963 Гана (1-й титул) |

## Бомбардири
6 голів
- Хасан Ель-Шазлі

4 голи
- Едвард Акуа
- Джакса
- Різа

2 голи
- Менгісту Ворку
- Мухамед Салах Джедіді

1 гол
- Едвард Еґгрей-Фінн
- Вілберфорс Мфум
- Ібрагім Яхія Ель-Каварті
- Абдельазіз Ібрагім Адам
- Ез Ель-Дін Якуб
- Гірма Текле
- Гірма Тесфалі
- Абдельмаджид Шеталі
- Джозеф Бессі
- Асуку Екпе
- Альберт Оньявуна